# Rafael Vidaurreta
Rafael Vidaurreta Ramírez (Madrid, 5 gennaio 1977) è un ex cestista spagnolo, professionista nella Liga ACB.

## Carriera
Con la Spagna ha disputato i Giochi del Mediterraneo di Almería 2005.

## Palmarès
- Campione NIT (2000)